# David Beasley
David Muldrow Beasley (Darlington, 26 febbraio 1957) è un politico e funzionario statunitense, Governatore della Carolina del Sud dal 1995 al 1999 e Direttore Esecutivo del Programma Alimentare Mondiale dal 2017 al 2023.

## Biografia

### Primi anni e carriera alla Camera dei Rappresentanti della Carolina del Sud (1977-1995)
David Muldrow Beasley nasce a Darlington in Carolina del Sud da Richard Beasley e Jacqueline Beasley.
Frequenta e si diploma alla Lamar High School nel 1975, mentre nel 1977, all’età di 20 anni, viene eletto alla Camera dei Rappresentanti della Carolina del Sud con il Partito Repubblicano e ne ricopre diversi ruoli fino al 1995, anno in cui viene eletto Governatore della Carolina del Sud.

### Governatore della Carolina del Sud (1995-1999)
Viene eletto nelle elezioni governatoriali del 1994 Governatore e ne assume le funzioni nel gennaio 1995 fino al 1999, quando cede il testimone all’avversario del  Partito Democratico Jim Hodges, vincitore delle elezioni governatoriali del 1998.

### Carriera successiva
Successivamente, Beasley ha continuato a partecipare alla politica attiva nel suo partito, esprimendo diversi endorsements: Per George W. Bush alle presidenziali del 2000, per Mike Huckabee alle primarie repubblicane 2008 e per Henry McMaster alle primarie repubblicane governatoriali della Carolina del Sud del 2010.

### Direttore Esecutivo del PAM (2017-2023)
Nel febbraio 2017 viene indicato dalla Rappresentante permanente degli Stati Uniti alle Nazioni Unite Nikki Haley come nuovo Direttore Esecutivo del PAM, ricoprendone l’incarico fino al 2023.